# Guzikowiec zachodni

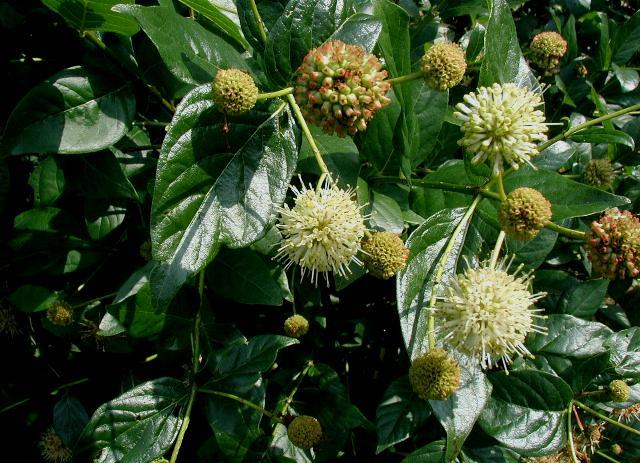
Pokrój

Guzikowiec zachodni (Cephalanthus occidentalis L.) – krzew należący do rodziny marzanowatych (Rubiaceae). Występuje w Ameryce Północnej i Wschodniej, w USA, Kanadzie i Meksyku.

## Morfologia i biologia
MorfologiaW swoim naturalnym środowisku jest to drzewo, osiągające od 3 do 6 m, w Polsce dorasta do ok. 1,5–2 m. Posiada pokrój kulisty. Liście koloru zielonego, lancetowate o długości ok. 6–15 cm. Młode pędy są cienkie, czerwonawe, z małymi, naprzeciwległymi pąkami. Charakterystyczne są kuliste kwiatostany o średnicy ok. 3 cm, znajdujące się na wierzchołkach pędów. Składają się z drobnych, kremowobiałych, pachnących, obupłciowych, zrosłopłatkowych kwiatów. Owoce są drobne, bordowo-brązowe, dwunasienne, zebrane w kuliste owocostany.
SiedliskoW swojej ojczyźnie rośnie na terenach podmokłych, bagiennych i obrzeżach zbiorników wodnych.

## Odmiany
Uprawiane są dwie odmiany:
- Cephalanthus occidentalis var. occidentalis (od Nowej Szkocji, po Minnesotę i Florydę po wschodni Teksas),
- Cephalanthus occidentalis var. californicus (od zachodniego Teksasu przez Kalifornię, Meksyk i Amerykę środkową).

Odmiany hodowane w Polsce są odporne na mróz.